# ديف بينتون
ديف بينتون (بالإستونية: Dave Benton)‏ هو موسيقي ومغني إستوني، ولد في 31 يناير 1951 في أروبا في مملكة هولندا.

## وصلات خارجية
- ديف بينتون على موقع IMDb (الإنجليزية)
- ديف بينتون على موقع IMDb (الإنجليزية)
- ديف بينتون على موقع ميوزك برينز (الإنجليزية)
- ديف بينتون على موقع أول ميوزيك (الإنجليزية)
- ديف بينتون على موقع ديسكوغز (الإنجليزية)